# Тоулер, Джон, 1-й граф Норбери
Джон Тоулер, 1-й граф Норбери (англ. John Toler, 1st Earl of Norbury; 3 декабря 1745 — 27 июля 1831)- ирландский юрист, политик и судья. Он был известен как лорд Норбери с 1800 по 1827 год.

## Происхождение и образование
Родился 3 декабря 1745 года в Бичвуде, Нина, графство Типперэри. Младший сын ирландского политика Дэниела Тоулера, и Летиции Отуэй, дочери Томаса Отуэя (1665—1724).
Семья Тоулеров была родом из графства Норфолк, она поселилась в графстве Типперэри в XVII веке. Он получил образование в колледже Килкенни и в Тринити-колледже Дублина.

## Политическая и юридическая карьера
После окончания университета Джон Тоулер начал юридическую карьеру и был призван в коллегию адвокатов Ирландии в 1770 году. В 1781 году он был назначен королевским советником. Он заседал в Ирландской палате общин от Трали (1773—1780), Филипстауна (1783—1790) и Гори (1790—1800) .
Занимал должности генерального солиситора Ирландии (1789—1798) и генерального прокурора Ирландии (1798—1800). В качестве генерального прокурора он отвечал за судебное преследование участников Ирландского восстания 1798 года. Согласно «Национальному биографическому словарю», «его безразличие к человеческим страданиям… вызывало отвращение даже у тех, кто считал, что ситуация требует твердости со стороны правительства».
В 1800 году Джон Тоулер был назначен главным судьей Ирландии по общим делам и был возведен в звание пэра Ирландии как барон Норбери из Балликренода в графстве Типперэри (27 декабря 1800 года). Пребывание Норбери на посту главного судьи длилось двадцать семь лет, несмотря на то, что, как утверждает Национальный биографический словарь, «его скудное знание закона, его грубая пристрастность, его бессердечие и его шутовство полностью дисквалифицировали его на эту должность. При его дворе постоянно царил шум из-за его шумного веселья. Он шутил даже тогда, когда жизнь человека висела на волоске». Это принесло ему прозвище «Висячий судья».
Самый известный судебный процесс над ним произошел над лидером ирландских республиканцев Робертом Эмметом. Лорд Норбери прерывал и оскорблял Эммета на протяжении всего процесса, прежде чем приговорить его к смертной казни.
Однако позиция лорда Норбери в конечном итоге стала неприемлемой даже для его самых сильных сторонников, особенно с учётом цели британского правительства установить лучшие отношения с католическим большинством. Он нашел своего главного противника в лице Даниела О’Коннелла, для которого лорд Норбери был «особым объектом отвращения». Однако только после того, как Джордж Каннинг стал премьер-министром Великобритании в 1827 году, лорд Норбери, которому тогда шел восемьдесят второй год, был отправлен в отставку. 23 июня 1827 года он был назначен виконтом Гландином и графом Норбери из Гландина в графстве Кингс в системе Пэрства Ирландии. В отличие от баронства Норбери, эти титулы были переданы его второму сыну Гектору Джону.

## Семья

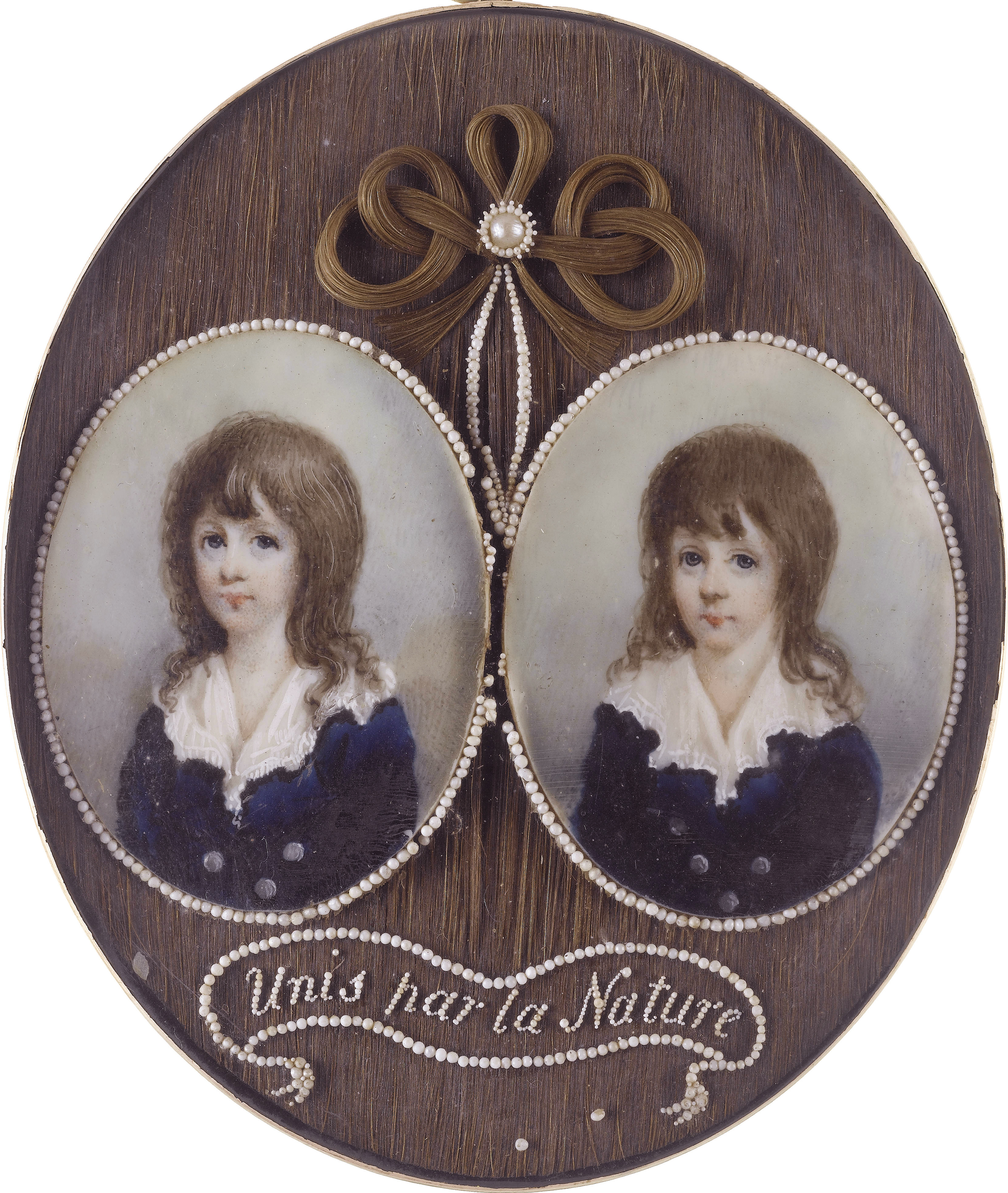
Сыновья лорда Норбери, Дэниел Тоулер (1781—1832) и Гектор Джон Грэм-Тоулер (1781—1839) ({Хорас Хоун)

2 июня 1778 года лорд Норбери женился на Грейс Грэм (? — 21 июля 1822), дочери Гектора Грэма и Изабеллы Максвелл. У супругов было два сына и две дочери:
- Леди Лейтита Тоулер, в 1813 году она вышла замуж за Уильяма Брауна, от брака с которым у неё было четверо детей.
- Леди Изабелла Тоулер
- Дэниел Тоулер, 2-й барон Норвуд Нокалтонский (1780 — 30 июня 1832)
- Гектор Джон Грэм-Тоулер, 2-й граф Норбери (27 июня 1781 — 3 января 1839), второй сын и преемник отца.

24 ноября 1797 года Грейс получила титул пэра Ирландии как баронесса Норвуд из Нокалтона в графстве Типперэри в честь своего мужа. Она умерла в 1822 году, и баронство унаследовал её старший сын Дэниел. Лорд Норбери пережил её на девять лет и умер в своем доме в Дублине по адресу Грейт-Дэнтэн-стрит, 3, в июле 1831 года в возрасте 85 лет. Ему наследовал баронство Норбери его старший сын Дэниел, а виконтство и графство — его второй сын Гектор. В 1832 году после смерти своего старшего брата Дэниела Гектор унаследовал титулы барона Норвуд и барона Норбери.